# Chennai
Chennai (poznat i kao Madras) je četvrti grad po veličini u Indiji i glavni grad savezne države Tamil Nadu. Ime Madras je portugalskog porijekla i bilo je službeno ime grada do 1996. godine kad je usvojeno indijsko ime Chennai kao službeno.

## Povijest
Prostor današnjeg Chennaija je bio značajan administrativni i gospodarski centar od 1. st. unutar južnoindijskih dinastija Pallava, Chera, Chola, Pandya, i Vijaynagar. Najznačajniji je bio grad Mylapore unutar države Pallava.
Od 16. st. dolaze Europljani i osnivaju trgovačka uporišta. Portugalci su 1522. godine osnovali grad São Tomé na području današnjeg grada. 1612. su Nizozemci osnovali grad Pulicat sjeverno od današnjeg grada. Francis Day iz Britanske istočnoindijske kompanije je 1639. osnovao tvrđavu Fort St. George koja je postala jezgra današnjeg grada. Tvrđavu su 1746. zauzeli Francuzi pod vodstvom generala La Bourdonnaisa ali su ju Britanci vratili 1749.
U 18. st. su Britanci osvojili širok prostor na jugu Indije na kojem su stvorili Provinciju Madras unutar Britanske Indije. Pod britanskim vodstvom se grad razvio u značajan pomorski i trgovački centar. Krajem 19. st. je povezan željeznicom s Calcuttom i Bombayem i to je potaklo industrijski razvoj grada. 1914. je grad napao njemački ratni brod i to je jedini sukob na prostoru Indije u 1. svj. ratu. 1947. je Indija stekla nezavisnost i Madras je postao glavni grad Savezne države Madras koja je 1967. preimenovana u Tamil Nadu. Tamil Nadu je država pretežno naseljena Tamilima koji se često bune i traže veću samoupravu unutar Indije, te je Chennai povremeno izložen pobunama i nestabilnostima.
Tokom 1990-ih godina Indijom vlada nacionalistička stranka koja želi smanjiti ostatke kolonijalnog utjecaja. Zbog toga su preimenovani neki od najvećih indijskih gradova kojima su umjesto kolonijalnih dana indijska imena (Bombay je postao Mumbai, a Calcutta Kolkata). Pod tim utjecajem je i Madras preimenovan u Chennai. 2004. je grad pogodio razoran tsunami koji je poplavio obale južne Azije.

## Zemljopis
Chennai je smješten na jugoistoku Indije. Nalazi se na obali Bengalskog zaljeva koja je poznata kao Koromandelska obala. Reljef oko grada je nizinski (dio Istočne obalne nizine). Kroz grad teku rijeke Cooum i Adyar. U estuariju rijeke Adyar postoji mnogo vrsta ptica i ostalih životinja. Zapadno od grada postoji nekoliko jezera.
Klima je monsunska. Ljeti pada vrlo mnogo kiše, a zimi je suša. Male su godišnje razlike temperature. Grad se nalazi na "toplinskom ekvatoru" (linija koja povezuje sva mjesta na Zemlji koja na određenom meridijanu imaju najvišu srednju godišnju temperaturu). To znači da ima najvišu srednju godišnju temperaturu od svih mjesta koja se nalaze na istom meridijanu na kojem je i Chennai. Grad povremeno pogađaju tropski cikloni.

## Gospodarstvo
U Chennaiju su tradicionalno razvijene lučke djelatnosti i trgovina. U novije vrijeme Indija jače razvija industriju koja se bazira na jeftinoj, a relativno obrazovanoj radnoj snazi, a strani proizvođači otvaraju tvornice. U Chennaiju je danas najrazvijenija automobilska industrija (zbog toga se Chennai često naziva "indijski Detroit)". U Chennaiju je bazirano 30% indijske automobilske industrije i tvornice imaju neki od najvažnijih svjetskih proizvođača automobila (Hyundai, Ford, BMW, Mitsubishi). Postoje i tvornice elektroničke industrije (Nokia, Motorola, Samsung). Većina tvornica je u posebnoj gospodarskoj zoni Sriperumbudur. Chennai je i financijsko središte s mnogim bankama.

## Znamenitosti
Chennai je grad gdje se miješaju arhitektonski stilovi. Postoji mnogo zgrada tradicionalne indijske kulture, hinduistički hramovi, primjeri islamske arhitekture i zgrade tradicionalne kolonijalne arhitekture (posebno engleske). U novije vrijeme se grade moderne zgrade. Najpoznatiji hinduistički hram je Kapaleashwarar. Zgrada Ripon je najpoznatiji primjer indo-arapskog arhitektonskog stila. Postoje ostaci tvrđave Fort st. George.
Chennai je poznat kao indijska kulturna i glazbena prijestolnica. Postoji mnogo glazbenih i plesnih festivala. Grad je drugi indijski centar filmske industrije koja se u Chennaiju naziva Kollywood.